# Hollandaea
Hollandaea es un género de árboles perteneciente a la familia Proteaceae. Se encuentra en Australia.

## Taxonomía
Hollandaea fue descrito por Ferdinand von Mueller y publicado en Chem. Drug. Australasia 173. 1887. La especie tipo es: Hollandaea sayeriana (F. Muell.) L.S. Sm. 

## Especies
- Hollandaea lamingtoniana  F.M.Bailey
- Hollandaea riparia  B.Hyland
- Hollandaea sayeri  F.Muell.
- Hollandaea sayeriana  (F. Muell.) L.S. Sm.